# Kopruch
Kopruch, właściwie Aleksander Kozłowski (ur. 5 marca 1985 w Świętochłowicach) – polski scenarzysta, reżyser, operator filmowy, twórca CGI, raper, autor tekstów, kompozytor, producent muzyczny i przedsiębiorca. Założyciel i właściciel studia filmowego Przedmarańcza.
Laureat wielu nagród, m.in. Yach Film 2019 w kategorii Animacja za teledysk do utworu „404” Pokahontaz i Kalibra 44 oraz nagrody za najlepszy film roku 2016 wrocławskiej edycji 48 Hour Film Project.
Autor teledysków takich artystów, jak Pokahontaz, Kaliber 44, Miuosh, Paktofonika, Afro Kolektyw, Jajonasz, Grubson, Abradab, Buka, Gutek, Fokus, Skorup, Rahim, Piotr Schmidt, Beltaine, Moral, Gano, Kruk i Wojciech Cugowski.
Członek duetów NDKE z raperem Kleszczem i Żyjoki z wokalistą i multiinstrumentalistą K-Essence.
26 sierpnia 2022 stworzył teledysk wygenerowany w całości przez AI.